# Luchthaven Koetaisi
David de Bouwer Koetaisi Internationale luchthaven (Georgisch: დავით აღმაშენებლის სახელობის საერთაშორისო აეროპორტი, Davit Aghmasheneblis Sakhelobis Saertashoriso Aeroporti), ook wel Kopitnari genoemd, is een luchthaven op 14 km ten zuidwesten van Koetaisi, de vierde grootste stad in Georgië en hoofdstad van de westelijke regio Imereti. De luchthaven wordt beheerd door United Airports of Georgia, een staatsbedrijf.
De internationale luchthaven van Koetaisi werd in 2012 bij de heropening vernoemd naar David de Bouwer (David Agmashenebeli), oftewel koning David IV van Georgië, die de basis legde van de grootste bloeiperiode van Georgië, de Georgische Gouden Eeuw (1100-1225). Het vliegveld verwerkte in 2023 bijna 1,7 miljoen passagiers, een verdubbeling met het jaar ervoor, alsmede in vergelijking met het verkeer voor de coronapandemie. Het vliegveld trekt voornamelijk toeristische vluchten aan en is een hub voor Wizz Air.

## Algemeen
David de Bouwer Koetaisi is een van de drie internationale luchthavens in Georgië, naast Sjota Roestaveli Tbilisi en Alexander Kartveli Batoemi. Het vliegveld van Koetaisi ligt ten westen van de stad in de vlakke Rioni riviervallei en vlak langs vitale infrastructuur zoals de snelweg en spoorlijn naar Tbilisi en de Zwarte Zee. Er worden vanaf het vliegveld frequente busdiensten naar Koetaisi, Tbilisi en Batoemi aangeboden. Ondanks diverse aankondigingen, werden plannen voor een apart treinstation bij het vliegveld in 2019 geannuleerd, maar in april 2022 werd de opening van het Kopitnari station alsnog aangekondigd.
Door de toenemende populariteit van Georgië en de regio van Koetaisi als toeristische bestemming zijn de reizigersaantallen in 10 jaar tijd vertienvoudigd, tot het uitbreken van de coronapandemie. Door deze pandemie werd het vliegverkeer naar en van Georgië in 2020 van overheidswege geheel stilgelegd behoudens ministerieel gemandateerde vluchten. Vanaf februari 2021 is het vliegverkeer weer op gang gekomen. Het vliegveld wordt eind 2021 door 4 vaste luchtvaartmaatschappijen aangedaan met 24, vooral Europese, routes waarvan een binnenlandse. Verreweg het grootste deel komt voor rekening van Wizz Air. Naar aanleiding van een politieke rel in juni 2019 introduceerde Rusland vanaf 8 juli 2019 een vliegban van/naar Georgië. In voorjaar 2022 was deze ban nog van kracht. Het Kremlin heeft ook alle Russische luchtvaartmaatschappijen verboden op Georgië te vliegen, wat ook impact heeft op de luchthaven van Koetaisi. Georgië is een populaire bestemming onder Russen.

## Historie
De locatie van het huidige vliegveld was oorspronkelijk een basis van de Sovjet luchtmacht, Kopitnari, vernoemd naar het nabijgelegen dorpje. Maar het verhaal van de luchtvaart in Koetaisi begon anders. Zakavia, een van de eerste Sovjet luchtvaartmaatschappijen opgericht in Georgië in 1923, opende diverse vliegvelden in de Transkaukasische Socialistische Federatieve Sovjetrepubliek en begon vluchten met drie Junkers F 13 toestellen waaronder op Koetaisi. Niet lang daarna, met de introductie van het Sovjet toestel Kalinin K-4 in 1929 werd Koetaisi opgenomen in de route tussen Moskou en Tbilisi. In de jaren 1930 name de Transkaukasische Raad van Volkscommissarissen een resolutie aan die een impuls moest geven aan de burgerluchtvaart: een fatsoenlijke civiele vloot en bijpassende vliegvelden.
Zo werd de basis gelegd voor het Tskaltoebo of Koetaisi-West vliegveld (coördinaten 42°15'24.6"N, 42°37'44.7"E) op ongeveer 6 kilometer van het centrum van Koetaisi, wat bekend werd onder de ICAO code UGKK. Het bediende behalve de stad ook het nabijgelegen kuuroord Tskaltoebo dat vanuit de gehele Sovjet-Unie bezocht werd. In 1949 opende de Moskou-Koetaisi route, gericht op het kuuroord.
Toen begin jaren 1950 de Amerikanen in het Turkse Incirlik een vliegbasis bouwden en Turkije lid werd van de NAVO, werden in het zuiden van de Sovjet Unie ook vliegbases gebouwd. Een daarvan kwam bij Koetaisi, bij het dorpje Kopitnari. In 1954 werden hier naar verluidt 367 bommenwerpers gestationeerd. De basis bleef een belangrijke plaats vervullen gedurende de Koude Oorlog en leverde toestellen aan de Sovjet oorlog in Afghanistan. Toen medio 1956 de beschikking kwam over het Toepolev Tu-104 straalvliegtuig vroeg de Eerste secretaris van de Georgische Communistische Partij, Vasili Mzjavanadze, om de Kopitnari luchtmachtbasis te mogen gebruiken voor de Georgische civiele luchtvaart. In Transkaukasië kon alleen het in 1952 geopende nieuwe vliegveld van Tbilisi dit toestel aan, maar een uitwijkluchthaven in de buurt werd verstandig gevonden. Omdat Koetaisi-West hiervoor niet geschikt gemaakt kon worden werd uiteindelijk door Andrej Gromyko, Sovjet minister van Buitenlandse Zaken, goedkeuring verleend om Kopitnari te gebruiken voor dergelijke civiele vluchten.
Op 15 mei 1964 kwam een Toepolev Tu-104B uit Moskou als eerste civiele vlucht aan op de locatie van het huidige vliegveld van Koetaisi. Al snel werden daar andere routes aan toegevoegd: Leningrad, Kiev, Odessa, Krasnodar, Rostov aan de Don, Donetsk, Dnipropetrovsk, Tasjkent en Adler. Het gewone civiele vliegveld bleef vluchten uitvoeren, maar die waren meer regionaal van karakter in het westen van de Georgische SSR.
Nadat Georgië onafhankelijk werd raakte het oorspronkelijk vliegveld Koetaisi-West in verval, en werd alleen Kopitnari gebruikt voor burgervluchten, terwijl het ook een luchtmachtbasis bleef. Op 9 augustus 2008, tijdens de Russisch-Georgische Oorlog, was het vliegveld doelwit van een Russische luchtaanval, en raakten de landingsbaan en luchthavengebouwen flink beschadigd.

## Modernisering
De luchthaven werd in november 2011 gesloten voor de aanleg van een nieuwe landingsbaan en een moderne nieuwe terminal met de faciliteiten die toeristen verwachten op een luchthaven, naar een ontwerp van het Nederlandse architectenbureau UNStudio. De luchthaven werd geheel geënt op het aantrekken van lowcost maatschappijen om zo het toerisme naar Georgië te stimuleren.

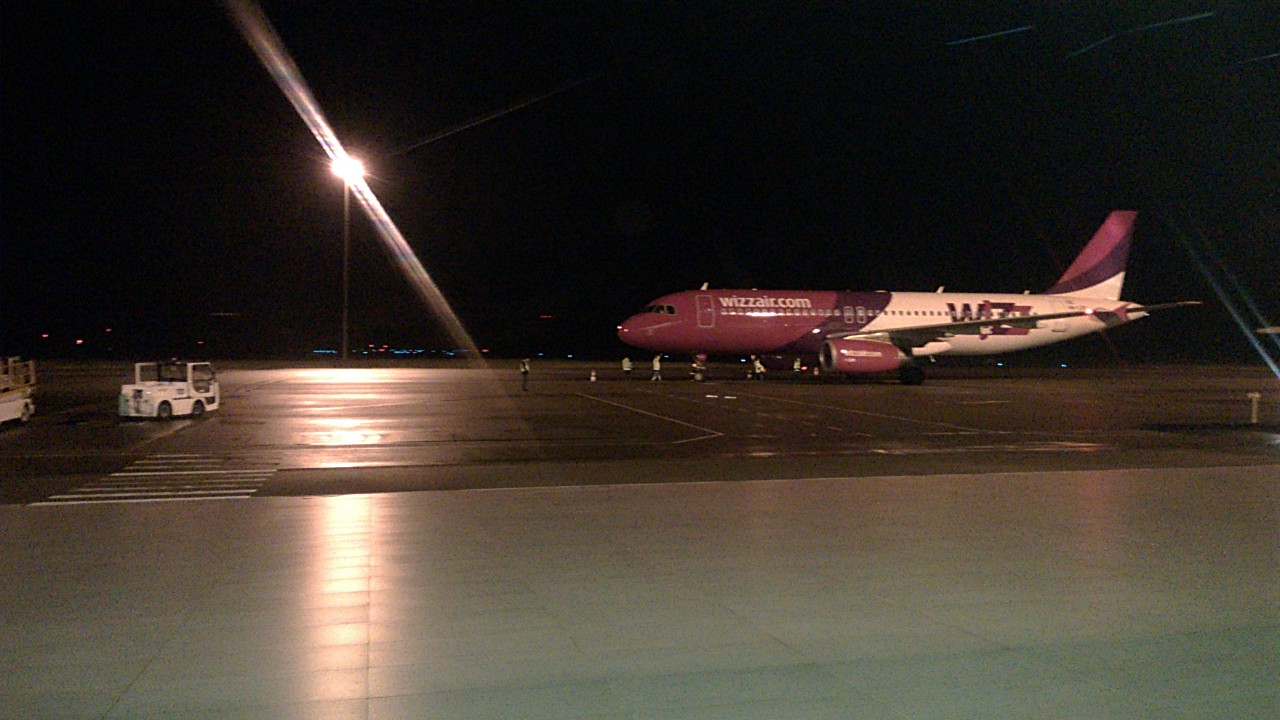
Koetaisi is een hub voor Wizz Air.

Het vernieuwde vliegveld werd op 27 september 2012 feestelijk geopend door de Georgische president Micheil Saakasjvili. De premier van Hongarije Viktor Orbán en de CEO József Váradi van Wizz Air waren er bij. Wizz Air werd de eerste grote gebruiker van het vliegveld, die de feestelijke opening cachet gaf met hun openingsvlucht uit Kiev. Wizz Air maakte een paar jaar later van Koetaisi een vaste standplaats in hun netwerk, en voegde de ene na de andere route aan Koetaisi toe. In 2021, na de coronapandemie onderbreking, werd de draad door Wizz Air opgepakt met bijna 20 routes op Koetaisi aan het eind van dat jaar. Door het snel groeiende aantal reizigers groeide het vliegveld uit het nieuwe jasje. Tijdens de coronapandemie werd het vliegveld uitgebreid tot een capaciteit van 2,5 miljoen passagiers per jaar.

## Luchtvaartmaatschappijen en bestemmingen
De luchthaven van Koetaisi bedient vooral bestemmingen in Europa. Het vliegveld is met name gericht op het aantrekken van low-cost maatschappijen.
De volgende maatschappijen vliegen op Koetaisi (winter 2023).
| Luchtvaartmaatschappijen | Bestemmingen |
| ------------------------ | --- |
| FlyArystan               | Aqtau, Atıraw, Astana (i.s.m. Air Astana) |
| Belavia                  | Minsk-Nationaal |
| Wizz Air                 | Abu Dhabi, Athene, Barcelona, Berlijn, Boedapest, Dortmund, Gdansk, Katowice, Kraków, Larnaca, Memmingen, Milaan-Malpensa, Parijs-Beauvais, Praag, Riga, Rome–Fiumicino, Tallinn, Thessaloniki, Vilnius, Warschau, Wenen, Wrocław |
| Vanilla Sky              | Mestia |

## Statistiek
| Jaarlijks aantal reizigers | Jaarlijks aantal reizigers | Jaarlijks aantal reizigers | Jaarlijks aantal reizigers | Jaarlijks aantal reizigers |
| -------------------------- | -------------------------- | -------------------------- | -------------------------- | -------------------------- |
| Jaar en passagiers         |                            |                            |                            | Groei                      |
| 2010 07.446                | 2010 07.446                |                            | -                          | -                          |
| 2011 04.527                | 2011 04.527                |                            | 040,3%                     | 040,3%                     |
| 2012 012.932               | 2012 012.932               |                            | 0185,7%                    | 0185,7%                    |
| 2013 0187.939              | 2013 0187.939              |                            | 1353,3%                    | 1353,3%                    |
| 2014 0218.003              | 2014 0218.003              |                            | 016,0%                     | 016,0%                     |
| 2015 0182.954              | 2015 0182.954              |                            | 016,1%                     | 016,1%                     |
| 2016 0271.363              | 2016 0271.363              |                            | 048,3%                     | 048,3%                     |
| 2017 0405.173              | 2017 0405.173              |                            | 049,3%                     | 049,3%                     |
| 2018 0617.373              | 2018 0617.373              |                            | 052,4%                     | 052,4%                     |
| 2019 0873.616              | 2019 0873.616              |                            | 041,5%                     | 041,5%                     |
| 2020 0183.873              | 2020 0183.873              |                            | 078,9%                     | 078,9%                     |
| 2021 0282.514              | 2021 0282.514              |                            | 053,6%                     | 053,6%                     |
| 2022 0796.063              | 2022 0796.063              |                            | 0181,8%                    | 0181,8%                    |
| 2023 1.671.198             | 2023 1.671.198             |                            | 0109,9%                    | 0109,9%                    |
| 2024 1.722.809             | 2024 1.722.809             |                            | 03,1%                      | 03,1%                      |